# Nicolle Leijten
Nicolle Leijten (Udenhout, 11 november 1975), ook bekend als Nicolle De Bie-Leijten, is een voormalig Nederlands veldrijdster en ploegleidster. In 1991 en 1993 was ze Nederlands kampioene bij de elite. 

## Carrière

### Knokken tegen jongens
Leijten begon met veldrijden toen de vrouwen slechts in de schaduw stonden van de mannen. Hele krantenpagina's werden volgeschreven over het mannenwielrennen, maar vrouwen kwam je vooral in de simpelste uitslagenlijsten tegen. De vrouwen hadden slechts één categorie; vrouwen van alle leeftijden reden tegen elkaar. Het Nederlands Kampioenschap werd verreden in dezelfde wedstrijd als de jongens nieuwelingen (15 en 16 jaar), maar de vrouwen startten een minuut later dan de jongens. De langzamere jongens hadden vaak geen zin om opzij te gaan voor een sneller meisje en maakten ruzie als ze er toch langs drong. Pas in 1994 kregen de vrouwen op het NK een eigen race, met meteen 45 deelneemsters. Op internationale wedstrijden en kampioenschappen was het nog even wachten.

### Tiener wordt kampioen bij de elite
Bij haar NK-debuut op 14-jarige leeftijd, in 1990, werd Leijten meteen tweede achter de bijna drie jaar oudere Natascha den Ouden. Een jaar later versloeg ze Den Ouden, die een paar keer onderuit ging en er een hersenschudding aan overhield. Als er al in de pers over de vrouwenwedstrijd werd geschreven, dan ging de aandacht naar het vallen van de favoriete. In 1992 werd Leijten derde en een jaar later werd de 17-jarige voor de tweede keer kampioen. In 1995 won ze weer het brons. Bij de start drong Leijten opnieuw bij de Koninklijke Nederlandsche Wielren Unie aan om meer dan een paar wedstrijden per jaar voor vrouwen te organiseren. Bondsvoorzitter Atsma liet meteen weten daar niks voor te voelen. Gezien het ontbreken van statistieken lijkt het erop dat Leijten daarna stopte met veldrijden.

## Privéleven
Haar twee jaar oudere broer Jean-Pierre Leijten werd ook in 1991 Nederlands kampioen bij de junioren. In 2006 trouwde Nicolle Leijten met de Belgische ploegleider en voormalige wereldkampioen veldrijden Danny De Bie, waarbij ze de Belgische nationaliteit kreeg. Nadat het stel uit elkaar ging beëindigde Leijten in 2013 in stilte haar loopbaan. In het seizoen 2015-2016 keerde ze nog even terug in het veld.

## Belangrijkste overwinningen
1991
 Nederlands kampioene veldrijden, Elite
1993
 Nederlands kampioene veldrijden, Elite